# Paul Kruger
Stephanus Johannes Paul Kruger, známý jako strýček Paul, (10. říjen 1825, Cradock – 14. červenec 1904, Clarens) byl významný búrský politik a prezident Transvaalu (1880–1902).

## Život
Narodil se v Cradocku v Kapské kolonii v rodině pruského původu. Prezidentem byl zvolen 30. prosince 1880 a poté ještě 3x, naposled v roce 1898. V roce 1883 navštívil Anglii a účastnil se jednání o revizi tzv. Pretorijské konvence z roku 1881. Objevení ložisek zlata na území Transvaalu a Svobodného státu Oranžsko (1887) vyhodnotil velice předvídavě jako smrtelnou hrozbu pro búrský stát, když řekl na zasedání Volksraadu poslancům: „Namísto radosti byste měli plakat, protože tohle zlato způsobí, že naše zem nasákne krví!“ Kruger po velkém váhání povolil nakonec Britům vstup do země (aby oživili ekonomiku a rozběhli efektivnější doly), ale prosadil zákony, které by jim neumožnily získat občanství a tudíž ani občanská práva a jejich podnikání vysoce zdanil. Británie na to posléze zareagovala ultimátem, které požadovalo udělení občanských práv této skupině obyvatel. Kruger nechtěl takovou změnu připustit (v největších městech již bylo více Angličanů než Búrů a Kruger se bál, že by využili tohoto faktu ke zničení nebo ovládnutí státu). Svůj postoj prosadil i přes odpor umírněné frakce ve Volksraadu, v jejímž čele stál Koos de la Rey, což vyústilo v druhou búrskou válku. V té Kruger zastával stanovisko, že budou-li Búrové bojovat dostatečně tvrdě a dlouho, Angličané válku vzdají jako ztrátovou. Nepřipouštěl si to, na co správně poukazovali někteří další politici včetně Koose de la Reye, že Británie si už druhý debakl dovolit nemůže a že tentokráte zaplatí jakoukoliv cenu, aby Búry zlomila.
V říjnu 1900 opustil Transvaal na holandské válečné lodi a vydal se na cestu po Evropě v zoufalé snaze sehnat mezinárodní podporu pro búrské republiky hroutící se pod náporem zdrcující přesily britských vojsk. Navštívil Nizozemsko a Francii, pokoušel se jednat s Německem, ale marně. V červenci 1901 zemřela jeho žena, která s ním kvůli nemoci nemohla odplout. Zdrcen její smrtí a sám již vážně nemocný shledal, že jeho snaha sehnat pomoc je marná, rezignoval na další diplomatické úsilí a usadil se v exilu ve Švýcarsku, kde v roce 1904 zemřel. Otázka, dokdy byl prezidentem Transvaalu (nikdy nerezignoval), může být zodpovězena 3 způsoby. Buď lze uvažovat o 31. květnu 1902, kdy kapitulovaly poslední búrské jednotky, nebo o roce 1901, kdy Velká Británie vyhlásila novou anexi Transvaalu, anebo až o datu jeho úmrtí. Podobný zmatek vládne ohledně jeho prezidentství v letech 1880–1881, kdy britští historici prosazují převážně rok 1881, neboť uznávají platnost první anexe Transvaalu (1877–1881).
Pohřben byl 16. prosince 1904 v Pretorii. Jeho statkářská rezidence byla přestavěna na muzeum a byl po něm pojmenován Krugerův národní park.